# 가레나 프리 파이어
《가레나 프리 파이어》(Garena Free Fire, Free Fire Battlegrounds) 또는 간단히 《프리 파이어》(Free Fire)는 가레나 스튜디오가 개발하고 배급한 모바일 배틀로얄 게임이다. 베타 버전 게임은 2018년 11월 20일 안드로이드용으로 출시되었으며 2018년 12월 4일 안드로이드와 iOS용으로 공식 출시되었다. 2020년 구글 플레이에서 500,000,000건의 다운로드 수를 기록하면서 모바일에서 가장 대중적인 배틀로얄 게임의 하나가 되었다.
2019년 11월 기준으로 이 게임의 등록 사용자 수는 4.5억 명 이상이며 전 세계적으로 수익이 10억 미국 달러를 넘어섰다.
이 게임은 다른 플레이어를 사살하기 위해 무기와 장비를 찾으러 낙하산에서 섬으로 떨어지는 인원들이 최대 50명으로 구성된다. 플레이어들은 자신들의 시작 지점을 자유로이 선택하고 전투 수명 연장을 위해 무기과 공급품을 취하게 된다.
프리 파이어의 다운로드 수는 2020년 2월 안드로이드에서 500,000,000건에 도달했으며 이는 2019년 기준 가장 많이 다운로드한 안드로이드 게임의 하나이다. 인기로 인해 이 게임은 2019년 구글 플레이로부터 "Best Popular Vote Game" 상을 받았다.
가레나는 현재 고급 버전의 프리 파이어("프리 파이어 맥스")에 대한 작업을 진행 중이다.

## 게임플레이
본작 가레나 프리 파이어는 3인칭 관점에서 플레이되는 온라인 전용 액션 어드벤처 배틀로얄 게임이다.
우선 다른 플레이어를 처치할 무기와 장비를 찾아 섬의 낙하산에서 떨어지는 최대 50명의 플레이어로 구성된다. 플레이어는 시작 위치를 자유롭게 선택하고 무기와 보급품을 가져와 전투기간 중 수명을 연장할 수 있다.
플레이어가 게임에 참가하면 비행기에 탑승하여 섬 위를 날아간다. 비행기가 섬 위를 날고 있는 동안 플레이어는 원하는 곳으로 점프할 수 있으므로 적으로부터 착륙할 전략적 장소를 선택할 수 있다. 착륙 후 플레이어는 무기와 유틸리티 아이템을 찾아야 한다. 의료 장비, 중대형 무기, 수류탄 및 기타 품목은 섬 전체에서 찾을 수 있다. 플레이어의 궁극적인 목표는 최대 50명의 온라인 플레이어와 함께 섬에서 생존하는 것이다. 이를 위해서는 플레이어가 도중에 만나는 모든 상대를 제거하고 그들이 유일한 생존자인지 확인해야 한다. 게임 맵의 사용 가능한 안전 지역은 시간이 지남에 따라 크기가 줄어들어 살아남은 플레이어를 더 좁은 영역으로 유도하여 조우를 촉구한다. 마지막에 남은 플레이어 또는 팀이 라운드에서 승리한다.